# Boarmia sinuosaria
Boarmia sinuosaria är en fjärilsart som beskrevs av John Henry Leech 1891. Boarmia sinuosaria ingår i släktet Boarmia och familjen mätare. Inga underarter finns listade i Catalogue of Life.